# Монако, Хуан
Хуа́н «Пико» Мо́нако (исп. Juan "Pico" Mónaco; родился 29 марта 1984 года, Тандиль, Аргентина) — аргентинский профессиональный теннисист, бывшая десятая ракетка мира в одиночном разряде; победитель 12 турниров АТР (из них девять — в одиночном разряде); обладатель командного Кубка мира (2010) и финалист Кубка Дэвиса (2011) в составе национальной сборной Аргентины.

## Общая информация
Отец Хуана Монако, Эктор — бизнесмен, а мать, Кристина — архитектор. Он встречался с аргентинской моделью и актрисой Луисаной Лопилато до мая 2009 года.
Хуан Монако спонсируется компаниями Adidas и Yonex. Любимое покрытие — грунт. Кумиры юности — Андре Агасси и Мариано Сабалета.

## Спортивная карьера
Начало карьеры
Хуан Монако играет в теннис с шестилетнего возраста. В 2001 году дошёл до своего первого финала в профессиональном турнире (турнир категории ITF Futures в Ируне, Испания, в парном разряде). Свой первый турнир «фьючерс» выиграл на следующий год в Монтего-Бэй (Ямайка).
В 2003 году выиграл уже четыре турнира в одиночном разряде данной серии.
В 2004 году совершил рывок на 247 мест вверх в рейтинге и вошёл в сотню сильнейших теннисистов мира, выиграв челленджер в Сан-Паулу уже в начале января. В феврале дебютировал на турнире ATP в Буэнос-Айресе. Обыграв двух теннисистов из первой сотни Николаса Лапентти и Хуана Игнасио Чела, Хуан вышел в четвертьфинал. В нём он проиграл своему соотечественнику и № 4 на тот момент в мире Гильермо Корие. Ещё один важный дебют в этом сезоне он совершает на турнире серии Большого шлема. Происходит это событие на Открытом чемпионате Франции, где Монако доходит до второго раунда. В июле на турнире в Бостаде он вышел в четвертьфинал. На турнире в Сопоте, куда Хуан приехал уже будучи игроком первой сотни, он впервые дошел до полуфинала. Такого же результата он добился в сентябре на турнире в Палермо. В этом году он также впервые сыграл в составе сборной Аргентины в Кубке Дэвиса, но уступил Владимиру Волчкову, а его команда проиграла белорусам со счётом 5-0, и Монако расстался со сборной до 2008 года.
В начале сезона 2005 года Монако не удавалось преодолевать первые раунды. Прорыв в результатах произошел в апреле на турнире в Касабланке, где он вышел в свой первый финал турнира АТР. В нём он уступил Мариано Пуэрте 4-6, 1-6. Также в апреле он дошел до четвертьфинала на турнире в Мюнхене. Следующий раз до этой стадии он добрался в сентябре на турнире в Хошимине. Больше в том сезоне ему не удавались достижения лучше.
2006—2008

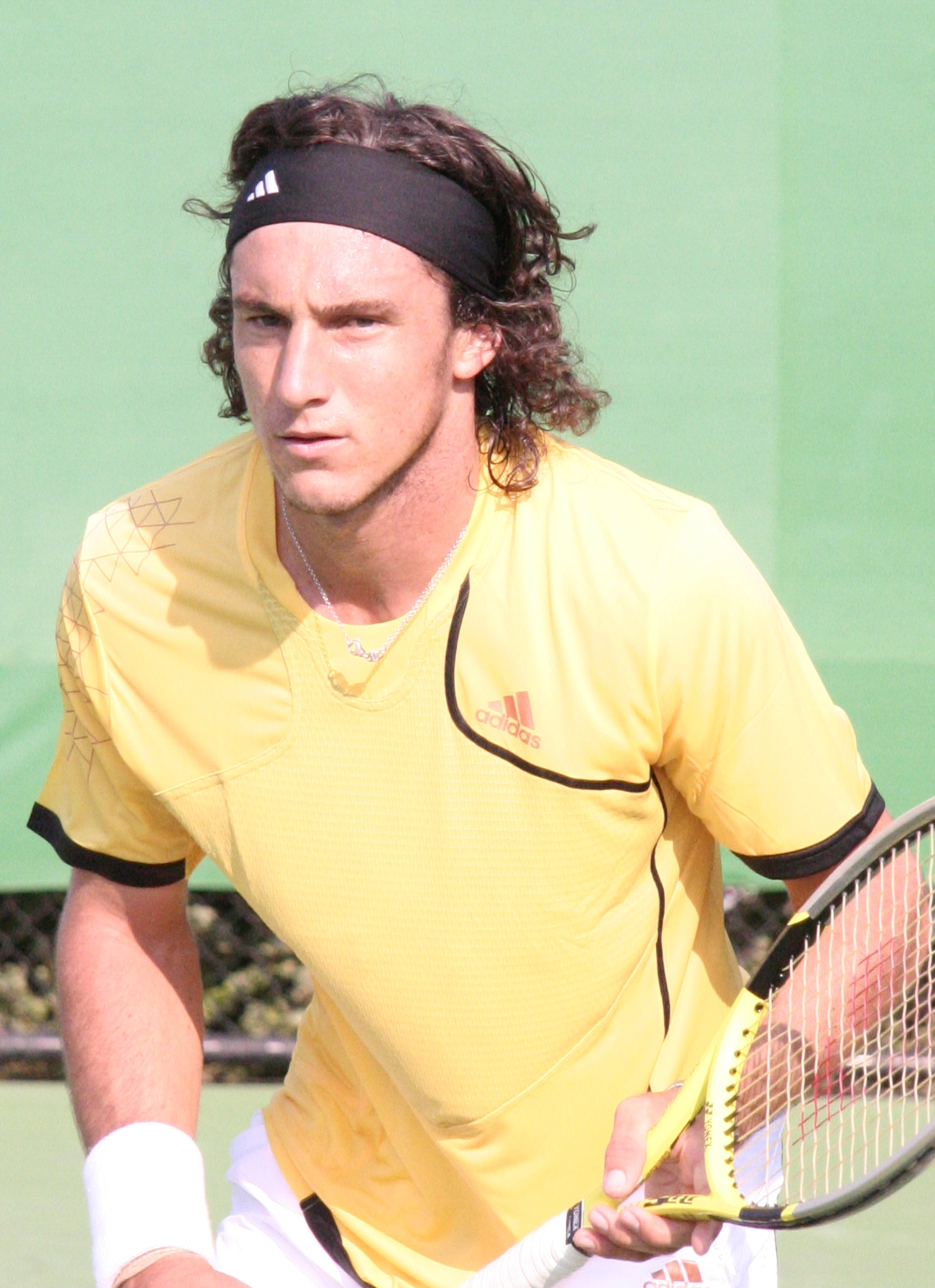
Монако в матче первого раунда Открытого чемпионата Австралии

В конце феврале 2006 года Монако дошел до полуфинала на турнире в Коста-де-Суипе. В конце мая до четвертьфинала в Пёрчах-ам-Вёртерзе. На Открытом чемпионате Франции он первый раз вышел в третий раунд. В июле ему удалось выйти в полуфинал на турнире в Штутгарте.
В январе 2007 года, пройдя через три раунда квалификационного отбора, Монако вышел в четвертьфинал на хардовом турнире в Окленде. В феврале он вышел в четвертьфинал в Коста-де-Суипе, а затем на турнире в Буэнос-Айресе он впервые завоевывает титул победителя турнира ATP, обыграв в финале итальянца Алессио ди Мауро 6-1, 6-2. Следующую победу Монако удалось одержать в мае на турнире в Пёрчах-ам-Вёртерзе. Здесь в четвертьфинале он впервые обыграл игрока из первой десятки, № 4 на тот момент Николая Давыденко 6-2, 6-7(5), 6-4. В финале он выиграл у Гаэля Монфиса 7-6(3), 6-0. На Открытом чемпионате Франции он улучшает своё достижение и доходит до четвёртого раунда.
В июле вышел в четвертьфинал на турнире в Штутгарте, а затем стал победителем турнира в Кицбюэле, обыграв в четвертьфинале № 7 в мире Томми Робредо 6-2, 2-6, 6-2, а в финале Потито Стараче 5-7, 6-3, 6-4. На турнире серии Мастерс в Цинциннати во втором круге жребий свёл Монако со второй ракеткой мира Рафаэлем Надалем; первый сет Монако выиграл на тай-брейке, а во втором Надаль прекратил борьбу при счёте 4-1 в пользу Монако. На Открытом чемпионате США, как и во Франции он вышел в четвёртый раунд. В октябре на турнире в Стокгольме он доходит до четвертьфинала. По итогу 2007 года Монако поднялся с 70-го на 23-е место в рейтинге.
Выступления в 2008 году начала с полуфинала в Окленде. Ещё на этом же турнире он выиграл свой первый титул в парном разряде.. Его партнёром был перуанец Луис Орна. На Открытом чемпионате Австралии он первый раз вышел в третий раунд. В феврале он вышел в финал турнира в Винья-дель-Мар, где его соперником должен был стать Фернандо Гонсалес. Но Монако не смог его сыграть из-за повреждения лодыжки в финальном матче парных соревнованиях и вынужден был отказаться от игры в одиночном финале. В апреле он вышел в четвертьфинал на турнире в Валенсии. Здесь же он выиграл свой второй парный титул, на этот раз в паре со своим соотечественником Максимо Гонсалесом. В мае он достиг четырнадцатой позиции в одиночном рейтинге, перед турниром в Пёрчах-ам-Вёртерзе, но там, хотя и дошёл до финала, не смог отстоять прошлогодний титул. В решающем матче он уступил Николаю Давыденко 2-6, 6-2, 2-6.
В июне он вышел в полуфинал в Варшаве. На Олимпиаде в Пекине Монако принял участие как в одиночном, так и в парном турнирах, но оба раза проиграл в первом круге. В паре с Максимо Гонсалесом он дошёл до полуфинала Открытого чемпионата США, победив по пути одну из ведущих пар мира Махеш Бхупати—Марк Ноулз, и впервые в карьере вошёл в число 50 сильнейших теннисистов в парном разряде.
2009—2010

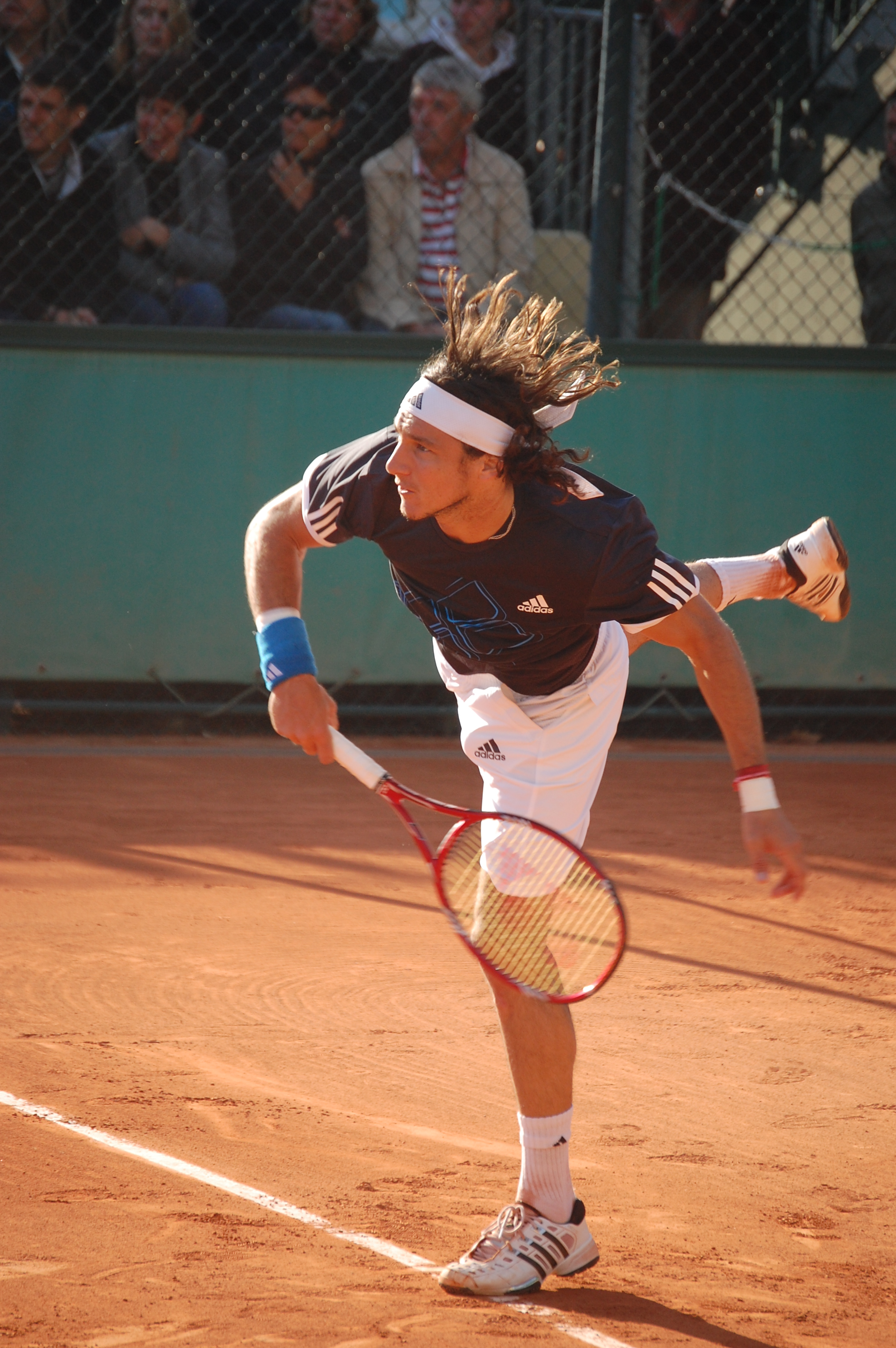
На Открытом чемпионате Франции-2009

В феврале 2009 года Хуану Монако удается выйти в финал в Буэнос-Айресе, но в решающем поединке он уступает Томми Робредо 5-7, 6-2, 6-7(5). На турнире серии Мастерс в Риме, пройдя квалификационный отбор сумел дойти до четвертьфинала. В июле он выходит в финал на турнире в Бостаде, где проигрывает шведскому теннисисту Робину Сёдерлингу 3-6, 6-7(4). В сентябре он также вышел в финал уже на турнире в Бухаресте, но вновь уступает. На этот раз его обидчиком стал Альберт Монтаньес 6-7(2), 6-7(6).
В 2009 году Монако стал первым в мире по количеству побед на грунтовых кортах (29). Он трижды выходил в финал в одиночном разряде и один раз в парах. Начав сезон на 49 месте в рейтинге, в течение года он победил трёх игроков первой десятки: Энди Маррея на турнире Мастерс в Риме, Фернандо Вердаско в Бостаде и Давида Налбандяна в Буэнос-Айресе. За сезон он сыграл четыре матча за сборную Аргентины в Кубке Дэвиса и командном Кубке мира, но одержал только одну победу, в матче первого круга Кубка Дэвиса против Нидерландов. Монако закончил сезон в числе 30 лучших теннисистов мира.
В начале 2010 года Монако дошёл до третьего раунда Открытого чемпионата Австралии, а сразу после этого пробился в финал турнира АТР в Сантьяго и дошел до полуфиналах в Буэнос-Айресе и Акапулько (победив в последнем десятую ракетку мира (Фернандо Вердаско) и четвертьфинал турнира Мастерс в Индиан-Уэллсе. В апреле на Открытом чемпионате Италии он с Пабло Куэвасом победил сильнейшую пару мира — Даниэля Нестора и Ненада Зимонича, а в мае со сборной выиграл командный Кубок мира в Дюссельдорфе. В октябре вышел в полуфинал турнира Мастерс в Шанхае, а в начале ноября в четвертьфинал в Валенсии. Год он завершил на 26-м месте в рейтинге.
2011—2012

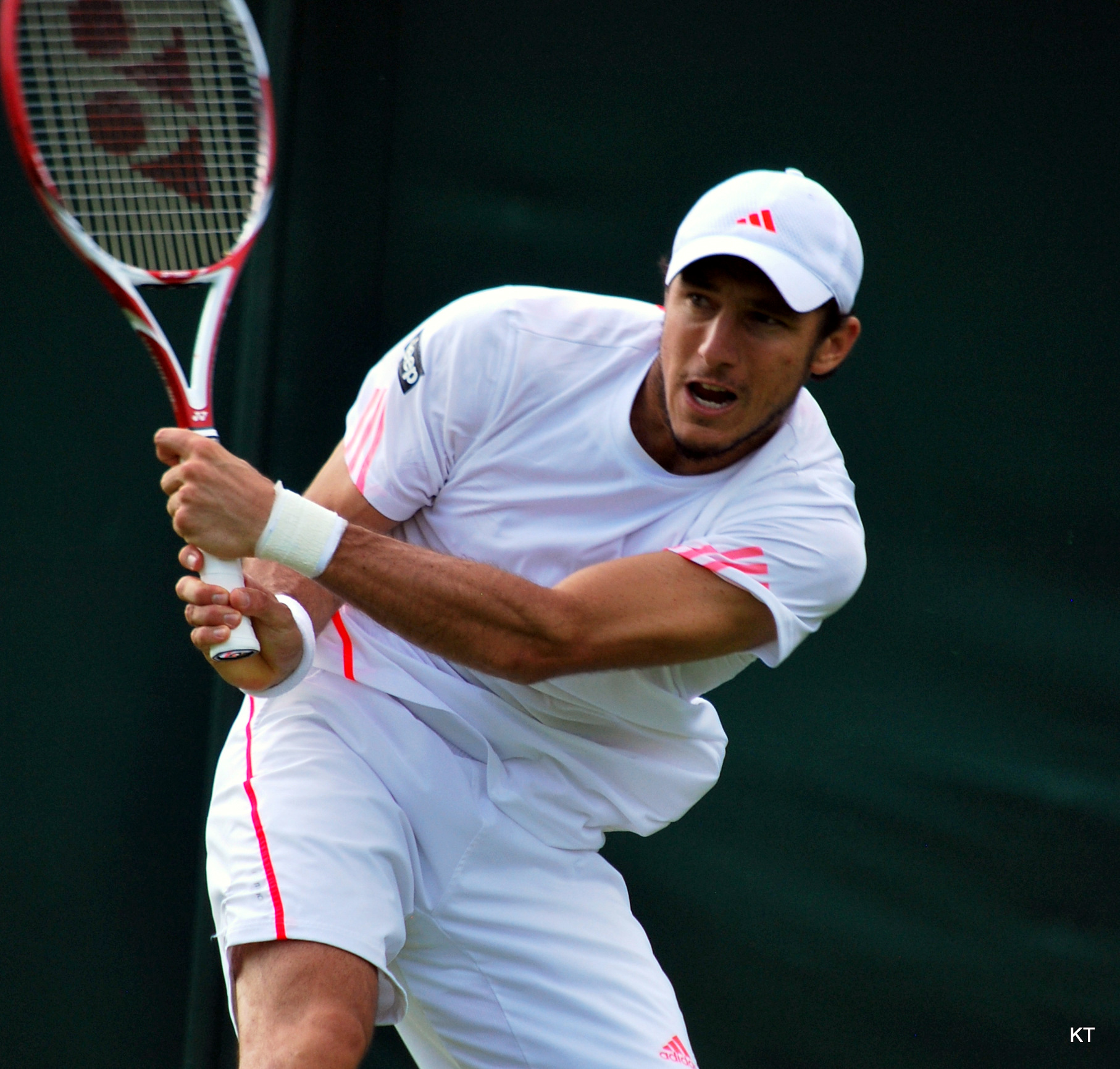
Монако на Уимблдонском турнире-2012

В феврале 2011 года вышел в четвертьфинал в Буэнос-Айресе и Акапулько. В августе вышел в четвертьфинал в Уинстоне-Сейлеме, а затем дошел до четвёртого раунда на Открытом чемпионате США, где уступил только Роджеру Федереру. В 2011 году главных успехов Монако достиг в командных турнирах. Сначала он во второй раз подряд вывел сборную Аргентины в финал командного Кубка мира, где она на сей раз уступила немцам, а в конце сезона дошёл до финала Кубка Дэвиса, где проиграл со сборной испанцам. На индивидуальном уровне свои лучшие результаты он показал в конце года, победив в Валенсии на пути в первый в карьере финал хардового турнира АТР пятую ракетку мира Давида Феррера, а через неделю в Париже — Марди Фиша, на тот момент девятого в мире и в итоге результатом стал четвертьфинал.
2012 год стал самым удачным в карьере Монако. Аргентинец выиграл за сезон четыре турнира АТР в одиночном разряде — больше, чем за всю предыдущую карьеру. На первом в сезоне для себя турнире Открытом чемпионате Австралии он уступил уже в первом раунде Филиппу Кольшрайберу. Затем он выиграл титул в Винья-дель-Маре, в финале победив у соотечественника Карлоса Берлока 6-3, 6-7(1), 6-1.
В марте на турнире Мастерс в Майами. впервые сумел дойти до полуфинала, переиграв на своем пути Лу Яньсюня, Гаэля Монфиса, Энди Роддика и № 8 в мире Марди Фиша. Борьбу за выход в финал он проиграл № 1 в мире Новаку Джоковичу. В апреле Монако выиграл свой пятый одиночный титул в карьере. Произошло это в Хьюстоне, где он в финале обыграл игрока из первой десятки Джона Изнера 6-2, 3-6, 6-3.
На Открытом чемпионате Франции он дошел до четвёртого раунда, где уступает будущему победителю Рафаэлю Надалю. На Уимблдонском турнире он дошел до третьего раунда. Удачно он выступил в июле. На турнире Штутгарте он дошел до финала, где всё же уступил Янко Типсаревича 4-6, 7-5, 3-6.
Затем он на турнире в Гамбурге он уже смог завоевать титул. Для этого он в полуфинале обыграл игра первой десятки Николаса Альмагро 3-6, 6-3, 6-4. В финале Монако переиграл Томми Хааса 7-5, 6-4. Это позволяет ему впервые в карьере самому войти в первую десятку сильнейших игроков мира. Также в конце июля принимает участие в летних Олимпийских играх 2012 года в Лондоне. В одиночном разряде он уступил во втором раунде, а в парном разряде участие не принимал. На Открытом чемпионате США выбыл на стадии первого раунда. Зато в конце сентября выиграл титул на турнире в Куала-Лумпуре, обыграв в финале француза Жюльена Беннето 7-5, 4-6, 6-3.
Окончил сезон Хуан на 12-м месте в рейтинге, лишь немного недотянув до участия в финале Мирового тура АТР. Сборной Аргентины он принёс два очка в матчах Мировой группы Кубка Дэвиса с немцами и хорватами, но в полуфинале против чехов проиграл в первый день Томашу Бердыху и завершил матч победой, которая уже ничего не решала, так как чешская сборная уже вела 3:1.
2013—2014
Сезон 2013 года Монако начал с поражения в первом раунде Открытого чемпионата Австралии от Андрея Кузнецова 6-7(3), 1-6, 1-6. После этого он снова помог сборной Аргентины обыграть немцев, в затем и французов в Кубке Дэвиса, во второй раз подряд выйдя с ней в полуфинал этого турнира. В матче со сборной Франции он выиграл у 13-й ракетки мира Жиля Симона, проиграв восьмому игроку планеты Жо-Вильфрида Тсонга. С Рафаэлем Надалем Монако дошёл до финала в Винья-дель-Мар, а в мае в Дюссельдорфе обыграл Яркко Ниеминена в одном из самых возрастных финалов АТР-тура этого года. Он стал вторым с начала года победителем турнира АТР, начавшим его с Wild card-ом. На открытом чемпионате Франции он проиграл в первом круге Даниэлю Химено-Траверу после того, как вёл 2:0 по сетам. В августе в Кицбюэле Монако сыграл свой третий с начала года и второй в одиночном разряде финал турнира АТР, уступив находящемуся на 20 мест ниже в рейтинге Марселю Гранольерсу. Снявшись с игры первого круга Открытого чемпионата США с больными головой и желудком, он затем проиграл в полуфинале Кубка Дэвиса Радеку Штепанеку и во второй раз подряд сошёл с дистанции со сборной Аргентины после поражения от чехов. После поражения в Кубке Дэвиса Монако провёл до конца сезона лишь одну игру, закончив его на 42-м месте в рейтинге.
Сезон 2014 года оказался более слабым. За этот год Монако только один раз играл в финале турнира АТР в одиночном разряде (в июле на Открытом чемпионате Швейцарии в Гштаде) и ни разу в парном. Накануне турнира в Гштаде он выбыл из числа ста сильнейших игроков мира в одиночном разряде, но успех в Швейцарии и последовавшие за этим полуфиналы в Кицбюэле и Шэньчжэне позволил ему вернуться в первую сотню рейтинга и закончить в ней сезон. На уровне индивидуальных встреч его наиболее серьёзным успехом в сезоне стала победа на турнире Мастерс в Шанхае над восьмой ракеткой мира Милошем Раоничем, отказавшимся от борьбы уже в первом сете. В парном разряде наиболее запоминающимся событием года для Монако стал выход в четвертьфинал Открытого чемпионата Франции в паре с Максимо Гонсалесом; в этот момент сам Монако занимал в парном рейтинге 297-е место, а Гонсалес — 88-е. Аргентинская пара обыграла посеянных четырнадцатыми Эрика Буторака и Равена Класена прежде, чем проиграть будущим чемпионам Жюльену Беннето и Эдуару Роже-Васслену.
2015—2017
Как и в 2014 году, в сезоне 2015 года на счету Монако был один проигранный финал турнира АТР в одиночном разряде — на этот раз в феврале в Буэнос-Айресе, где занимавший 60-ю строчку в рейтинге Монако уступил Надалю, на тот момент четвёртой ракетке мира. В более крупных соревнованиях Монако отметился выходом в четвертьфинал турнира Мастерс в Майами (самый высокий результат в турнирах этого уровня с 2012 года), переиграв 16-ю ракетку мира Эрнеста Гулбиса, но не сумев взять верх над Томашем Бердыхом — девятым в мировом рейтинге. В начале августа, занимая 40-е место в рейтинге АТР, Монако досрочно закончил сезон, получив травму правой кисти в первом круге турнира в Кицбюэле, но благодаря успехам первой половины сезона не опустился в рейтинге намного ниже середины первой сотни. В парном разряде в самом начале сезона он завоевал в паре с Надалем в Дохе свой третий титул, но в дальнейшем только один раз сумел преодолеть в парах первый круг и в последние месяцы перед травмой в этом разряде вообще не выступал.
В апреле 2016 года на турнире АТР в Хьюстоне Монако, занимавший 148-е место в рейтинге, обыграл последовательно четырёх соперников из Top-50, завоевав девятый титул в карьере. На Открытом чемпионате Италии, всё ещё находясь во второй сотне рейтинга, он нанёс поражение 19-й ракетке мира Кевину Андерсону, а затем четвёртой ракетке мира Станисласу Вавринке. По ходу сезона Монако представлял Аргентину в Кубке Дэвиса (проиграв встречу Фабио Фоньини в четвертьфинале, но став по итогам года обладателем трофея с национальной сборной) и на Олимпийских играх и закончил его выходом в четвертьфинал Открытого чемпионата Японии.
Вернувшись на корт в марте 2017 года, аргентинец потерпел поражение в первом круге в трёх турнирах подряд. В мае, после 14 лет в профессиональном теннисе, он объявил о завершении игровой карьеры.

## Рейтинг на конец года
| Год  | Одиночный рейтинг | Парный рейтинг |
| 2016 | 65                |                |
| 2015 | 53                | 235            |
| 2014 | 62                | 153            |
| 2013 | 42                | 141            |
| 2012 | 12                | 179            |
| 2011 | 26                | 179            |
| 2010 | 26                | 110            |
| 2009 | 30                | 110            |
| 2008 | 46                | 43             |
| 2007 | 23                | 292            |
| 2006 | 69                | 415            |
| 2005 | 85                | 152            |
| 2004 | 73                | 305            |
| 2003 | 324               | 550            |
| 2002 | 470               | 465            |
| 2001 | 785               | 716            |

По данным официального сайта ATP на последнюю неделю года.

## Выступления на турнирах

### Финалы турнировATPв одиночном разряде (21)

#### Победы (9)
| Титулы (до/после 2009)               |
| ------------------------------------ |
| Турниры Большого Шлема (0)           |
| Кубок Мастерс / финал АТР-тура (0)   |
| ATP Мастерс 1000 (0)                 |
| АТР International Gold / АТР 500 (2) |
| АТР International / АТР 250 (7+3*)   |

| Титулы по покрытиям | Титулы по месту проведения матчей турнира |
| ------------------- | ----------------------------------------- |
| Хард (1+2*)         | Зал (1)                                   |
| Грунт (8+1)         | Зал (1)                                   |
| Трава (0)           | Открытый воздух (8+3)                     |
| Ковёр (0)           | Открытый воздух (8+3)                     |

* количество побед в одиночном разряде + количество побед в парном разряде.
| №  | Дата             | Турнир                       | Покрытие | Соперник в финале | Счёт           |
| 1. | 25 февраля 2007  | Буэнос-Айрес, Аргентина      | Грунт    | Алессио ди Мауро  | 6-1 6-2        |
| 2. | 26 мая 2007      | Пёрчах-ам-Вёртер-Зе, Австрия | Грунт    | Гаэль Монфис      | 7-6(3) 6-0     |
| 3. | 29 июля 2007     | Кицбюэль, Австрия            | Грунт    | Потито Стараче    | 5-7 6-3 6-4    |
| 4. | 5 февраля 2012   | Винья-дель-Мар, Чили         | Грунт    | Карлос Берлок     | 6-3 6-7(1) 6-1 |
| 5. | 15 апреля 2012   | Хьюстон, США                 | Грунт    | Джон Изнер        | 6-2 3-6 6-3    |
| 6. | 22 июля 2012     | Гамбург, Германия            | Грунт    | Томми Хаас        | 7-5 6-4        |
| 7. | 30 сентября 2012 | Куала-Лумпур, Малайзия       | Хард(i)  | Жюльен Беннето    | 7-5 4-6 6-3    |
| 8. | 25 мая 2013      | Дюссельдорф, Германия        | Грунт    | Яркко Ниеминен    | 6-4 6-3        |
| 9. | 10 апреля 2016   | Хьюстон, США (2)             | Грунт    | Джек Сок          | 3-6 6-3 7-5    |

#### Поражения (12)
| №   | Дата             | Турнир                       | Покрытие | Соперник в финале  | Счёт           |
| 1.  | 10 апреля 2005   | Касабланка, Марокко          | Грунт    | Мариано Пуэрта     | 4-6 1-6        |
| 2.  | 3 февраля 2008   | Винья-дель-Мар, Чили         | Грунт    | Фернандо Гонсалес  | Без игры       |
| 3.  | 24 мая 2008      | Пёрчах-ам-Вёртер-Зе, Австрия | Грунт    | Николай Давыденко  | 2-6 6-2 2-6    |
| 4.  | 22 февраля 2009  | Буэнос-Айрес, Аргентина      | Грунт    | Томми Робредо      | 5-7 6-2 6-7(5) |
| 5.  | 19 июля 2009     | Бостад, Швеция               | Грунт    | Робин Сёдерлинг    | 3-6 6-7(4)     |
| 6.  | 27 сентября 2009 | Бухарест, Румыния            | Грунт    | Альберт Монтаньес  | 6-7(2) 6-7(6)  |
| 7.  | 7 февраля 2010   | Сантьяго, Чили (2)           | Грунт    | Томас Белуччи      | 2-6 6-0 4-6    |
| 8.  | 6 ноября 2011    | Валенсия, Испания            | Хард(i)  | Марсель Гранольерс | 2-6 6-4 6-7(3) |
| 9.  | 15 июля 2012     | Штутгарт, Германия           | Грунт    | Янко Типсаревич    | 4-6 7-5 3-6    |
| 10. | 4 августа 2013   | Кицбюэль, Австрия            | Грунт    | Марсель Гранольерс | 6-0 6-7(3) 4-6 |
| 11. | 27 июля 2014     | Гштад, Швейцария             | Грунт    | Пабло Андухар      | 3-6 5-7        |
| 12. | 1 марта 2015     | Буэнос-Айрес, Аргентина (2)  | Грунт    | Рафаэль Надаль     | 4-6 1-6        |

### Финалы челленджеров и фьючерсов в одиночном разряде (8)

#### Победы (6)
| Условные обозначения |
| Челленджеры (1*)     |
| Фьючерсы (5)         |

| Титулы по покрытиям | Титулы по месту проведения матчей турнира |
| ------------------- | ----------------------------------------- |
| Хард (2*)           | Зал (0)                                   |
| Грунт (4)           | Зал (0)                                   |
| Трава (0)           | Открытый воздух (6)                       |
| Ковёр (0)           | Открытый воздух (6)                       |

* количество побед в одиночном разряде.
| №  | Дата             | Турнир                           | Покрытие | Соперник в финале     | Счёт        |
| 1. | 8 декабря 2002   | Монтего-Бей, Ямайка              | Хард     | Франсиско Родригес    | 6-3 7-5     |
| 2. | 11 мая 2003      | Монтего-Бей, Ямайка              | Хард     | Дмитрий Ситак         | 5-7 6-2 6-2 |
| 3. | 24 августа 2003  | Буэнос-Айрес, Аргентина          | Грунт    | Матиас О'Нейл         | 6-2 6-3     |
| 4. | 14 сентября 2003 | Санта-Крус-де-ла-Сьерра, Боливия | Грунт    | Карлос Берлок         | 6-4 6-3     |
| 5. | 23 ноября 2003   | Монтевидео, Уругвай              | Грунт    | Игнасио Гонсалес-Кинг | 6-4 6-3     |
| 6. | 11 января 2004   | Сан-Паулу, Бразилия              | Грунт    | Адриан Гарсия         | 6-4 7-6(4)  |

#### Поражения (2)
| №  | Дата          | Турнир                  | Покрытие | Соперник в финале | Счёт           |
| 1. | 4 мая 2003    | Монтего-Бей, Ямайка     | Хард     | Уэйн Одесник      | 6-2 6-7(3) 0-6 |
| 2. | 9 ноября 2003 | Буэнос-Айрес, Аргентина | Грунт    | Диего Мойано      | 5-7 6-7(5)     |

### Финалы турнировATPв парном разряде (6)

#### Победы (3)
| №  | Дата           | Турнир                 | Покрытие | Партнёр          | Соперники в финале           | Счёт           |
| 1. | 11 января 2008 | Окленд, Новая Зеландия | Хард     | Луис Орна        | Ксавье Малисс Юрген Мельцер  | 6-4 3-6 [10-7] |
| 2. | 19 апреля 2008 | Валенсия, Испания      | Грунт    | Максимо Гонсалес | Филип Полашек Тревис Пэрротт | 7-5 7-5        |
| 3. | 10 января 2015 | Доха, Катар            | Хард     | Рафаэль Надаль   | Юлиан Ноул Филипп Освальд    | 6-3 6-4        |

#### Поражения (3)
| №  | Дата            | Турнир                    | Покрытие | Партнёр           | Соперники в финале               | Счёт            |
| 1. | 3 февраля 2008  | Винья-дель-Мар, Чили      | Грунт    | Максимо Гонсалес  | Хосе Акасусо Себастьян Прието    | 1-6 0-3 — отказ |
| 2. | 14 февраля 2009 | Коста-ду-Сауипе, Бразилия | Грунт    | Лукас Арнольд Кер | Марсель Гранольерс Томми Робредо | 4-6 5-7         |
| 3. | 10 февраля 2013 | Винья-дель-Мар, Чили (2)  | Грунт    | Рафаэль Надаль    | Паоло Лоренци Потито Стараче     | 2-6 4-6         |

### Финалы челленджеров и фьючерсов в парном разряде (3)

#### Поражения (3)
| №  | Дата            | Турнир                        | Покрытие | Партнёр                 | Соперники в финале                            | Счёт           |
| 1. | 26 августа 2001 | Ирун, Испания                 | Грунт    | Тэцухиро Ямамото        | Фернандо Вердаско Хоакин Муньос-Эрнандес      | 1-6 6-7(4)     |
| 2. | 27 октября 2002 | Вильяфранка-дель-Сид, Испания | Грунт    | Габриэль Трухильо-Солер | Мариано Альберт-Феррандо Орест Терещук        | 6-7(1) 6-3 2-6 |
| 3. | 3 ноября 2002   | Вильяфранка-дель-Сид, Испания | Грунт    | Габриэль Трухильо-Солер | Карлос Мартинес-Комет Херман Пуэнтес-Альканис | 4-6 3-6        |

### Финалы командных турниров (3)

#### Победы (1)
| №  | Год  | Турнир               | Команда                                      | Соперник в финале                                  | Счёт |
| 1. | 2010 | Командный Кубок мира | Аргентина · Х. Монако, Э. Шванк, О. Себальос | США · Б. Брайан, М. Брайан, Р. Джинепри, С. Куэрри | 2-1  |

#### Поражения (2)
| №  | Год  | Турнир               | Команда                                                       | Соперник в финале                                       | Счёт |
| 1. | 2011 | Командный Кубок мира | Аргентина · М. Гонсалес, Х. Монако, Х. И. Чела                | Германия · Ф. Кольшрайбер, Ф. Майер, Ф. Пецшнер, К. Кас | 1-2  |
| 2. | 2011 | Кубок Дэвиса         | Аргентина Х. М. дель Потро, Х. Монако, Д. Налбандян, Э. Шванк | Испания Ф. Вердаско, Ф. Лопес, Р. Надаль, Д. Феррер     | 1-3  |

## История выступлений на турнирах
| Турнир                       | 2004          | 2005          | 2006          | 2007          | 2008          | 2009                    | 2010                    | 2011                    | 2012                    | 2013                    | 2014                    | 2015                    | 2016                    | 2017                    | Итог   | В/П за карьеру |
| ---------------------------- | ------------- | ------------- | ------------- | ------------- | ------------- | ----------------------- | ----------------------- | ----------------------- | ----------------------- | ----------------------- | ----------------------- | ----------------------- | ----------------------- | ----------------------- | ------ | -------------- |
| Турниры Большого Шлема       |               |               |               |               |               |                         |                         |                         |                         |                         |                         |                         |                         |                         |        |                |
| Открытый чемпионат Австралии | -             | 1Р            | 2Р            | 1Р            | 3Р            | 1Р                      | 3Р                      | 2Р                      | 1Р                      | 1Р                      | 1Р                      | 1Р                      | -                       | -                       | 0 / 11 | 6-11           |
| Открытый чемпионат Франции   | 2Р            | 1Р            | 3Р            | 4Р            | 1Р            | 2Р                      | 1Р                      | 1Р                      | 4Р                      | 1Р                      | 2Р                      | 2Р                      | 2Р                      | -                       | 0 / 13 | 13-13          |
| Уимблдонский турнир          | -             | 1Р            | -             | 1Р            | -             | 1Р                      | -                       | 1Р                      | 3Р                      | 3Р                      | -                       | 2Р                      | 2Р                      | -                       | 0 / 8  | 6-8            |
| Открытый чемпионат США       | 1Р            | 1Р            | 1Р            | 4Р            | 1Р            | 1Р                      | 1Р                      | 4Р                      | 1Р                      | 1Р                      | 1Р                      | -                       | 1Р                      | -                       | 0 / 12 | 6-12           |
| Итог                         | 0 / 2         | 0 / 4         | 0 / 3         | 0 / 4         | 0 / 3         | 0 / 4                   | 0 / 3                   | 0 / 4                   | 0 / 4                   | 0 / 4                   | 0 / 3                   | 0 / 3                   | 0 / 3                   | 0 / 0                   | 0 / 44 |                |
| В/П в сезоне                 | 1-2           | 0-4           | 3-3           | 6-4           | 2-3           | 1-4                     | 2-3                     | 4-4                     | 5-4                     | 2-4                     | 1-3                     | 2-3                     | 2-3                     | 0-0                     |        | 31-44          |
| Олимпийские игры             |               |               |               |               |               |                         |                         |                         |                         |                         |                         |                         |                         |                         |        |                |
| Летняя олимпиада             | -             | Не проводился | Не проводился | Не проводился | 1Р            | Не проводился           | Не проводился           | Не проводился           | 2Р                      | Не проводился           | Не проводился           | Не проводился           | 2Р                      | НП                      | 0 / 3  | 2-3            |
| Турниры Мастерс              |               |               |               |               |               |                         |                         |                         |                         |                         |                         |                         |                         |                         |        |                |
| Индиан-Уэллc                 | -             | 2Р            | -             | 1Р            | 3Р            | -                       | 1/4                     | 2Р                      | 3Р                      | 2Р                      | 2Р                      | 3Р                      | 1Р                      | 1Р                      | 0 / 11 | 9-11           |
| Майами                       | 3Р            | 1Р            | 1Р            | 2Р            | 3Р            | 2Р                      | 3Р                      | 3Р                      | 1/2                     | 2Р                      | 1Р                      | 1/4                     | 2Р                      | 1Р                      | 0 / 14 | 16-14          |
| Монте-Карло                  | -             | -             | -             | -             | 2Р            | 3Р                      | 2Р                      | 1Р                      | 1Р                      | 3Р                      | -                       | 2Р                      | -                       | -                       | 0 / 7  | 7-7            |
| Мадрид                       | -             | K             | -             | 3Р            | 1Р            | 3Р                      | 3Р                      | 3Р                      | -                       | 2Р                      | 2Р                      | 2Р                      | 1Р                      | -                       | 0 / 9  | 11-9           |
| Рим                          | -             | 2Р            | 1Р            | -             | 2Р            | 1/4                     | 2Р                      | 2Р                      | 3Р                      | 1Р                      | 1Р                      | 2Р                      | 1/4                     | -                       | 0 / 11 | 13-10          |
| Торонто/Монреаль             | -             | -             | -             | -             | -             | -                       | -                       | 1Р                      | 3Р                      | -                       | -                       | -                       | -                       | -                       | 0 / 2  | 1-2            |
| Цинциннати                   | -             | -             | -             | 3Р            | -             | -                       | 1Р                      | 2Р                      | 2Р                      | 2Р                      | -                       | -                       | 2Р                      | -                       | 0 / 6  | 5-6            |
| Шанхай                       | Не проводился | Не проводился | Не проводился | Не проводился | Не проводился | 1Р                      | 1/2                     | 1Р                      | 2Р                      | -                       | 3Р                      | -                       | -                       | -                       | 0 / 5  | 6-5            |
| Париж                        | -             | -             | -             | 1Р            | 2Р            | 2Р                      | 2Р                      | 1/4                     | 3Р                      | -                       | -                       | -                       | -                       | -                       | 0 / 6  | 7-6            |
| Гамбург                      | -             | 2Р            | 2Р            | 2Р            | 3Р            | Не турнир серии Мастерс | Не турнир серии Мастерс | Не турнир серии Мастерс | Не турнир серии Мастерс | Не турнир серии Мастерс | Не турнир серии Мастерс | Не турнир серии Мастерс | Не турнир серии Мастерс | Не турнир серии Мастерс | 0 / 4  | 5-4            |
| Статистика за карьеру        |               |               |               |               |               |                         |                         |                         |                         |                         |                         |                         |                         |                         |        |                |
| Проведено финалов            | 0             | 1             | 0             | 3             | 2             | 3                       | 1                       | 1                       | 5                       | 2                       | 1                       | 1                       | 1                       | 0                       |        | 21             |
| Выиграно турниров            | 0             | 0             | 0             | 3             | 0             | 0                       | 0                       | 0                       | 4                       | 1                       | 0                       | 0                       | 1                       | 0                       |        | 9              |
| В/П: всего                   | 16-13         | 17-25         | 18-23         | 41-19         | 28-20         | 36-26                   | 30-20                   | 31-27                   | 40-19                   | 25-23                   | 22-20                   | 21-19                   | 17-14                   | 0-3                     |        | 342-271        |
| Σ % побед                    | 55 %          | 40 %          | 44 %          | 68 %          | 58 %          | 58 %                    | 60 %                    | 53 %                    | 68 %                    | 52 %                    | 52 %                    | 53 %                    | 55 %                    | 0 %                     |        | 56 %           |

К — проигрыш в квалификационном турнире.
В таблице учтены матчи и в основных и в отборочных турнирах.